# Свемпс, Николай
Николай Свемпс (латыш. Nikolajs Svemps; 1889 — 1944) — латвийский политик и общественный деятель. Член Латышского крестьянского союза, депутат Народного совета Латвии (1918).

## Биография
Родился 19 июля 1889 года на хуторе Вецбабраны Беллавской волости Валкского уезда Лифляндской губернии в семье латышских крестьян, принявших православие. Старший брат латвийского и советского живописца Лео Свемпса.
Учился в Белявской приходской школе, занимался сельским хозяйством в отчем доме. Участвовал в создании Латышского крестьянского союза в Валке 12 мая 1917 года. 17 ноября 1918 года избран членом Народного совета Латвии, провозгласившего 18 ноября 1918 года в Русском театре в Риге независимость Латвийской Республики.
В 1929 году купил мельницу Варгали в Стамериенской волости.
Во время Второй мировой войны активно сотрудничал с советскими партизанами на оккупированной территории Латвии, передавал им муку и возил в Ригу нелегальную литературу. При наступлении Красной Армии на территории Латвии в сентябре 1944 года был арестован гестапо и умер в тюрьме. По другим данным, был арестован 12 марта 1944 года в поезде по пути из Риги и расстрелян в Бикерниекском лесу.

## Память
В 1987 году у бывшей Варгальской мельницы в Стамериене, откуда зимой 1943—1944 гг. Николай Свемпс провёл к партизанам подпольщиков Иманта Судмалиса и Малдиса Скрейю, был открыт памятный камень. Решением Кабинета Министров Латвии от 14 июля 2022 г. камень утверждён в «Списке демонтируемых прославляющих советский и нацистский режимы объектов на территории Латвийской Республики» со сроком демонтажа до 15 ноября 2022 года. В начале ноября 2022 года памятник Н. Свемпсу и подпольщикам И. Судмалису и М. Скрейю был демонтирован.